# Gestrichelte Mulmnadel
Die Gestrichelte Mulmnadel (Acicula lineolata), auch Gestrichelte Nadelschnecke, Gekritzte Mulmnadel oder Gekritzte Nadelschnecke, ist eine auf dem Land lebende Schneckenart aus der Familie der Mulmnadeln (Aciculidae) in der Ordnung Architaenioglossa.

## Merkmale
Das rechtsgewundene, spindelförmige bis schlank kegelförmige Gehäuse ist 3,3 bis 4,2 mm (3,4 bis 4,25 mm) hoch und 1,3 mm (1,2 bis 1,4 mm) breit (dick). Es besitzt 6 bis 7 schwach konvex nach außen gewölbte Umgänge und ist leicht konisch geformt, d. h. die Windungen nehmen ab der 2. Windung etwas weniger schnell zu. Unter der Naht ist oft eine schwache Kante angedeutet oder ein Nahtfaden ausgebildet. Die letzte Windung steigt etwas an. Die Mündung ist in der direkten Aufsicht schief birnenförmig. Der leicht erweiterte stumpfe Mundsaum ist innen nicht verdickt. In der Seitenansicht ist der Mundsaum leicht gebuchtet, in einigen Populationen (westlich des Gardasees und einer Population nahe Brixen) ist der Mundsaum nicht gebuchtet. Im Nabelbereich ist der Mundsaum als schmaler Kallus über den Nabel geschlagen. Der Angularis ist nur schwach angedeutet. Dagegen ist der Vorderrand des Parietalkallus scharf begrenzt. Kurz hinter dem Mündungsrand ist von der Naht des vorletzten Umgangs bis zum Nabel ein leicht ausgebuchteter Nackenwulst entwickelt.
Der Protokonch ist glatt; danach setzt eine Rillenstreifung ein, die im weiteren Verlauf des Gehäuses weiter wird. Auf dem vorletzten Umgang sind 26 bis 39 Rillen (12 bis 22 Rillen bei der Unterart banki) entwickelt. Die Oberfläche ist glänzend, die Schale rotbräunlich.

### Ähnliche Arten
Die Art wurde in der Vergangenheit meist als Synonym von Acicula lineata betrachtet. Entsprechend wenig ist bisher über das Verbreitungsgebiet der Art bekannt. Die Gehäuse der Gestreiften Mulmnadel (Acicula lineata) sind jedoch im Durchschnitt kleiner und weniger kegelförmig. A. beneckei ist im Durchschnitt größer und hat eine in der Seitenansicht stärker ausgeprägte Bucht im Mündungsrand. A. sublineata besitzt ein zylindrisches Gehäuse und ist kleiner.

## Geographische Verbreitung und Lebensraum
Das Verbreitungsgebiet der Gestrichelten Mulmnadel erstreckt sich von Slowenien im Osten über die norditalienischen Alpen, das südliche und nördliche Österreich, die Südschweiz und Südbayern. Dazu kommen isolierte Vorkommen in den Provinzen Modena und Imperia. Fraglich ist ein Vorkommen in Südhessen.
Die Art kommt in aufgelockerten Wäldern, unter Felsen und in Geröllhalden vor. In der Schweiz steigt die Art bis auf 1000 m über Meereshöhe an.

## Taxonomie

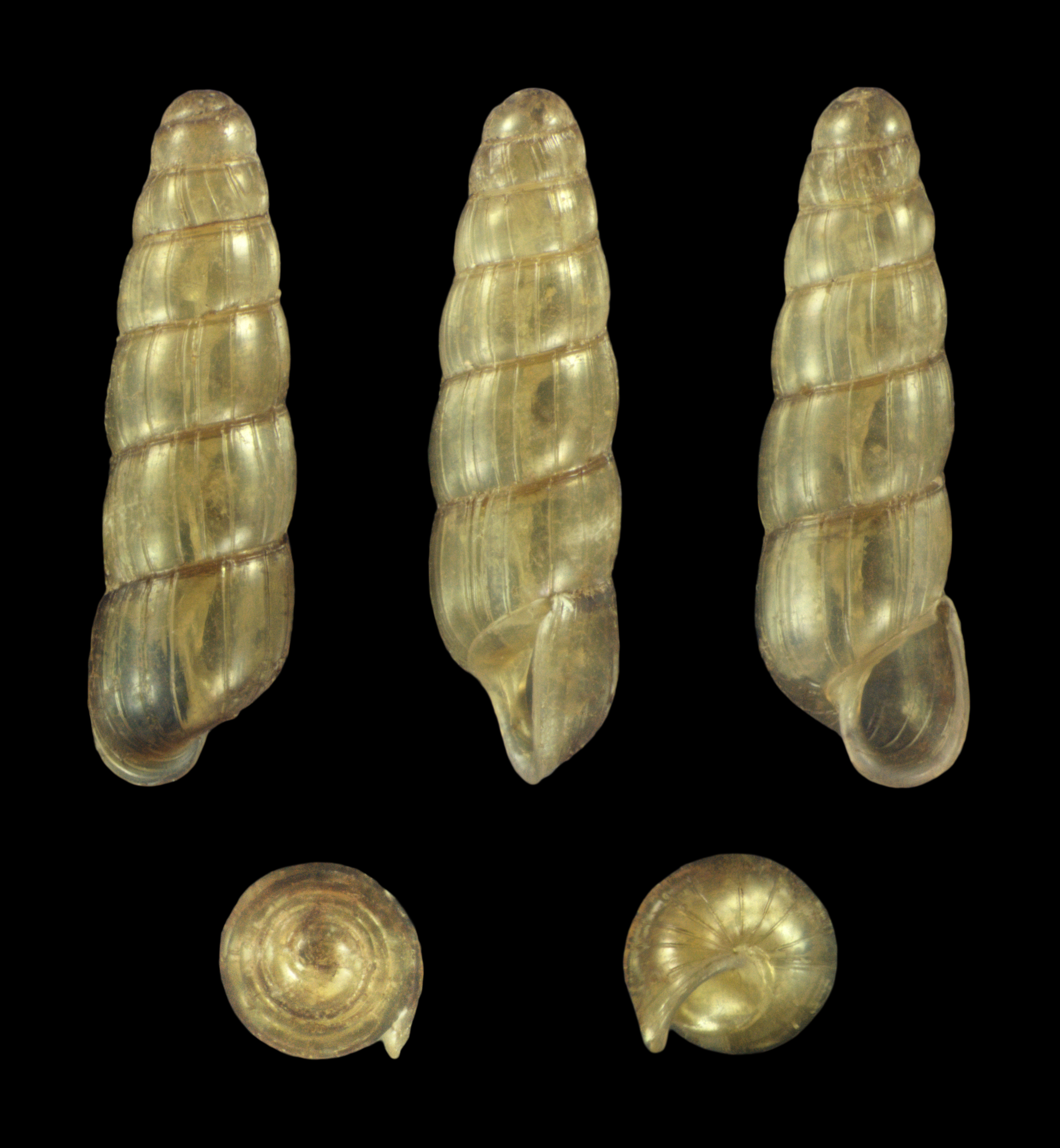
ssp. banki

Das Taxon wurde 1885 von Napoleone Pini als Acme microspira var. lineolata erstmals beschrieben. Meist wurde sie früher in die Synonymie von A. lineata gestellt. Daher sind ältere Lokalitätsangaben oft nur schwierig auf die eine oder andere Art zu beziehen. Boeters et al. (1989) fassen sie als selbständige Art auf. Sie unterscheiden zwei Unterarten:
- Acicula lineolata lineolata (Pini, 1885). Die Nominatunterart kommt nur in den westlichen norditalienischen und den schweizerischen Südalpen vor. Das Vorkommen in der Provinz Bolzano bei Gufidaun („Gudon“), im Verbreitungsgebiet von A. lineolata banki ist dagegen fraglich.
- Acicula lineolata banki Boeters, Gittenberger & Subai, 1989. Zur Unterart banki werden die Vorkommen in Südbayern und den österreichischen nördlichen Kalkalpen, den österreichischen Karawanken und die Umgebung von Trieste (Slowenien) westwärts etwa bis zur Provinz Bergamo sowie in den Provinzen Modena und Imperia gerechnet. Fraglich ist das Vorkommen in Hessen. Die Unterart banki unterscheidet sich von der Nominatunterart durch einen in der Seitenansicht stärker ausgeprägten Sinulus im oberen Teil des Mündungsrandes, weniger als 25 Rillen auf dem vorletzten Umgang und durch eine etwas kräftigere Angularis.

Vermutlich ist A. lineata mut. villae Stabile, 1859 ein älteres Synonym von A. lineolata Pini 1885. Der Name A. lineata mut. villae Stabile, 1859 wird von Boeters et al. (1989) jedoch als nomen oblitum (vergessener Name) betrachtet, da er in keiner der älteren Arbeiten als gültiger Name dieser Art benutzt wurde. Die Art wird meist mit der Jahreszahl 1884 zitiert; dies ist nicht korrekt. Die Hefte 3/4 des 27. Bandes der Atti della Società Italiana di Scienze Naturali erschienen erst 1885.
Nach Boeters et al. (1989) könnte man A. lineolata banki eventuell auch als Unterart zu „A. beneckei“ stellen.

## Gefährdung
In der Schweiz gilt die Art als gefährdet, wobei sie allerdings nur in der Südschweiz vorkommt. In Deutschland ist die Art vom Aussterben bedroht (Kategorie 1). Die IUCN stuft die Art dagegen insgesamt als nicht gefährdet ein.

## Belege

### Online
- Animal Base - Acicula lineolata (Pini, 1885)